# Partiet för frihet och framsteg
Ej att förväxla med det belarusiska Partiet för frihet och framsteg.
Partiet för frihet och framsteg (nederländska: Partij voor Vrijheid en Vooruitgang, franska: Parti de la Liberté et du Progrès, tyska: Partei für Freiheit und Fortschritt, PVV-PLP) var ett liberalt parti i Belgien och är fortfarande ett parti verksamt i den tyskspråkiga gemenskapen i Belgien. Partiet bildades 1961 och upphörde som ett verksamt parti inom hela Belgien 1992. Partiet är en del av Mouvement Réformateur, som bildades 2002.